# Ḩayātābād-e Khalīfeh
Ḩayātābād-e Khalīfeh (persiska: حیات آباد خلیفه) är en ort i Iran.   Den ligger i provinsen Khuzestan, i den centrala delen av landet, 600 km söder om huvudstaden Teheran. Ḩayātābād-e Khalīfeh ligger 418 meter över havet och antalet invånare är 115.
Terrängen runt Ḩayātābād-e Khalīfeh är varierad. Runt Ḩayātābād-e Khalīfeh är det ganska tätbefolkat, med 62 invånare per kvadratkilometer. Närmaste större samhälle är Līkak, 15,7 km nordväst om Ḩayātābād-e Khalīfeh. Omgivningarna runt Ḩayātābād-e Khalīfeh är i huvudsak ett öppet busklandskap.